# Ablation Point
Der Ablation Point ist das östliche Ende eines hakenförmigen Bergrückens an der Ostküste der antarktischen Alexander-I.-Insel. Es markiert die nördliche Begrenzung des Eingangs zum Ablation Valley.
Der US-amerikanische Polarforscher Lincoln Ellsworth fotografierte das Kap bei einem Überflug am 23. November 1935. Diese Luftaufnahmen dienten Ellworths Landsmann W. L. G. Joerg der kartografischen Erfassung. Eine grobe geodätische Vermessung erfolgte 1936 durch Teilnehmer der British Graham Land Expedition (1934–1937) unter der Leitung des australischen Polarforschers John Rymill, der sich 1949 eine erneute Vermessung durch den Falkland Islands Dependencies Survey, der es in Anlehnung an die Benennung des benachbarten Ablation Valley benannte.